# Krunoslav Hulak
Krunoslav Hulak est un joueur d'échecs croate né le 25 mai 1951 à Osijek et mort le 23 octobre 2015 à Zagreb. 

## Biographie et carrière
Vainqueur du tournoi de Varna en 1974 et champion de Yougoslavie en 1976, Hulak reçut le titre de grand maître international la même année. 

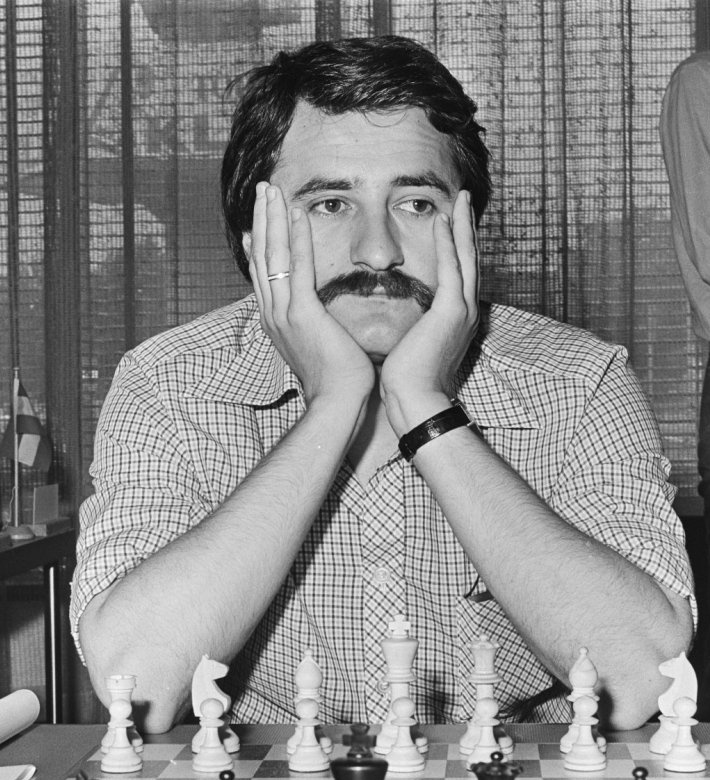
Krunoslav Hulak en 1977.

Krunoslav Hulak finit deuxième du tournoi d'échecs IBM d'Amsterdam en 1977 derrière Tony Miles. En 1983 et 1987, il partagea la première place au tournoi de Banja Luka, ex æquo avec Speelman et Adorjan en 1983 et avec Ekstrom en 1987. En 1986, il gagna le tournoi de Wijk aan Zee B.
En 1988, il remporta, grâce à un meilleur départage, l'open GMA de Belgrade, un des plus forts opens des années 1980 avec 258 participants dont Psakhis, M. Gourevitch, Polougaïevski, Bareïev, Svechnikov, Dorfman, Geller, Taïmanov, Miles, Anand, Azmaïparachvili, Velimirovic, Dolmatov, Ivan Sokolov, Ftacnik, Van der Wiel etc.
Il se qualifia pour le tournoi interzonal à deux reprises et finit 11e en 1982 à Toluca puis 12e  à Zagreb en 1987.
En 2005, il remporta le championnat de Croatie.

## Compétitions par équipes
Hulak a représenté la Yougoslavie lors des tournois interzonaux de 1982 et 1987 ainsi que lors de trois olympiades (en 1982, 1986 et 1990) et de quatre championnats d'Europe par équipe (de 1977 à 1989). En 1989, il jouait au deuxième échiquier de la Yougoslavie et marqua 7 points sur 9, remportant la médaille d'argent par équipe ainsi que deux médailles d'or individuelles. Il remporta également une médaille d'argent par équipe en 1983 et une médaille de bronze par équipe en 1977. Après 1991, Hulak joua dans l'équipe de Croatie lors des championnats d'Europe (de 1992 et 1997) et des olympiades (de 1992, 1994 et 1996).